# Olbramov
Olbramov (německy Wolfersdorf) je obec v okrese Tachov v Plzeňském kraji. Žije zde 81 obyvatel. V obci se nachází sídlo svazku obcí Mikroregion Konstantinolázeňsko.

## Historie
První písemná zmínka o vesnici pochází z roku 1237.

## Obyvatelstvo
Při sčítání lidu v roce 1921 zde žilo 250 obyvatel (z toho 125 mužů) německé národnosti a římskokatolického vyznání. Podle sčítání lidu z roku 1930 měla vesnice 244 obyvatel se stejnou národnostní i náboženskou strukturou.
| Rok            | 1869 | 1880 | 1890 | 1900 | 1910 | 1921 | 1930 | 1950 | 1961 | 1970 | 1980 | 1991 | 2001 | 2011 | 2021 |
| -------------- | ---- | ---- | ---- | ---- | ---- | ---- | ---- | ---- | ---- | ---- | ---- | ---- | ---- | ---- | ---- |
| Počet obyvatel | 818  | 770  | 788  | 798  | 778  | 696  | 670  | 226  | 210  | 132  | 101  | 75   | 78   | 56   | 75   |
| Počet domů     | 134  | 136  | 139  | 136  | 133  | 132  | 131  | 71   | 50   | 36   | 28   | 32   | 34   | 34   | 39   |

## Obecní správa
Mezi lety 1850–1976 byl Olbramov obcí v okrese Teplá (1850–1890), posléze v okrese Planá (1900–1930), poté v okrese Stříbro (1950) a později v okrese Tachov. Od 30. dubna 1976 do 23. listopadu 1990 patřil jako část města k Černošínu a od 24. listopadu 1990 je opět samostatnou obcí.

### Části obce
- Kořen
- Olbramov
- Zádub

### Obecní symboly
Znak a vlajka byly obci uděleny rozhodnutím předsedy Poslanecké sněmovny Parlamentu České republiky dne 31. ledna 2002.

## Pamětihodnosti
- Kaple svatého Jana Nepomuckého
- Sousoší svaté Rodiny na návsi